# Simpur (Syiah Utama)
Simpur is een bestuurslaag in het regentschap Bener Meriah van de provincie Atjeh, Indonesië. Simpur telt 161 inwoners (volkstelling 2010).